# トニオ・セルヴァルト
トニオ・セルヴァルト（Tonio Selwart、1896年6月9日 - 2002年11月2日）は、アメリカ合衆国の俳優。

## 出演作品
- The Other Side of the Wind
- アンツィオ大作戦
- The Reluctant Saint
- びっくり大将
- 五人の札つき娘
- テンペスト
- 裸のマヤ
- Congo Crossing
- トロイのヘレン
- 夏の嵐
- 裸足の伯爵夫人
- 腰抜けモロッコ騒動
- 征服されざる人々
- ウィルソン
- 北極星
- 死刑執行人もまた死す
- 暴力に挑む男
- ローレンの反撃